# 胡服

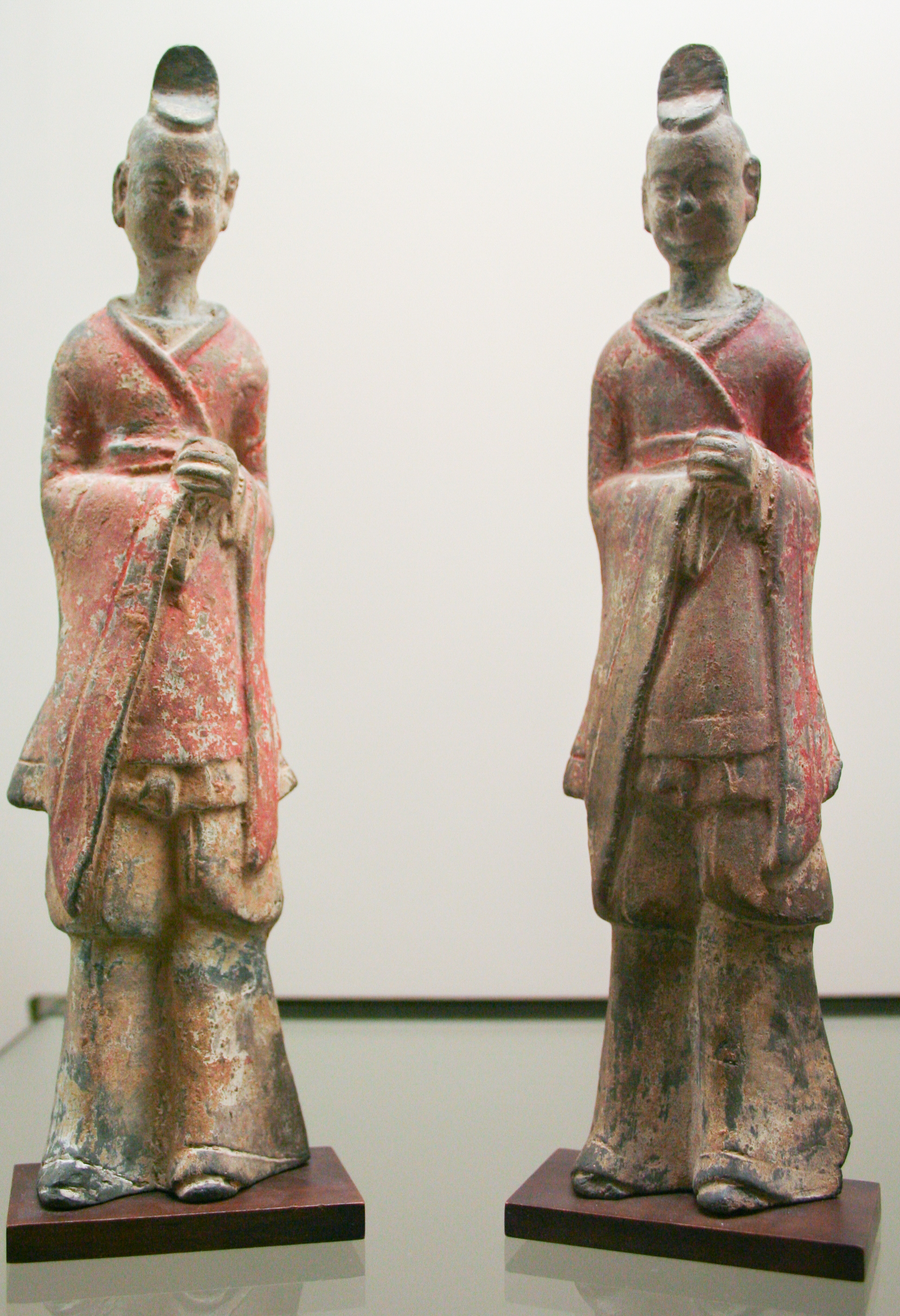
6世纪北朝佣，Musée Cernuschi，衣服左衽，有別於漢服傳統的右衽

“胡”是古代汉族（及其前身华夏族）对周边其他民族的统称。广义的“胡服”可指任何异族服装。狭义的胡服，因各个时代不同，其具体的涵义、特征各不相同。